# Rivula microcyma
Rivula microcyma är en fjärilsart som beskrevs av George Francis Hampson 1926. Rivula microcyma ingår i släktet Rivula och familjen nattflyn. Inga underarter finns listade.